# Jean Wicki
Jean Wicki, född 18 juni 1933 i Sierre i Valais, död 11 juni 2023, var en schweizisk bobåkare.
Wicki blev olympisk guldmedaljör i fyrmansbob vid vinterspelen 1972 i Sapporo.